# 온릉역
온릉역(Olleung station, 溫陵驛)은 교외선의 철도역이다. 2004년부터 여객열차의 영업이 중지되었다. 인근에 온릉이 있어 역명이 정해졌으며 역사는 없고 승강장만 있다. 플랫폼과 보도가 구분되지 않는 승강장 구조가 특징이다.

## 연혁
- 1994년 8월 21일 : 임시승강장으로 영업 개시[1]
- 2004년 4월 1일 : 여객열차 운행 중단.
- 2008년 5월 : 온릉자갈선 철거.

## 전용선
한때 주변 지역의 자갈을 채취하기 위해 지선으로 자갈선이 분기되어 자갈운송을 하였지만 2005년경 채석장 채굴작업이 종료되고 2008년 5월에 선로가 철거되어 지금은 흔적만 남아 있다.